# Sibirskaja
Sibirskaja (Russisch: Сиби́рская) is een station van de metro van Novosibirsk. Het station maakt deel uit van de Dzerzhinskaja-lijn en werd geopend op 31 december 1987 als het op een na noordelijkste station van de Dzerzhinskaja-lijn. Het metrostation bevindt zich in het centrum van Novosibirsk.